# Buariki (Aranuka)
Buariki ist die größte Insel des Aranuka-Atolls, das zu den Gilbertinseln in der Republik Kiribati gehört. Die Insel bildet die östliche Seite des im Grundriss annähernd dreieckigen Atolls. Der Hauptort der Insel heißt ebenfalls Buariki.

## Siedlungen
Im nordwestlich von Aranuka gelegenen Kuria-Atoll gibt es ebenfalls eine Insel und einen gleichnamigen Ort mit diesem Namen. Die Gleichnamigkeit entstand durch die Besiedlung ausgehend von Clans auf Tarawa beheimateter Kiribatier, die bereits ein für die Geschichte Kiribatis bedeutsames Burariki auf Nordtarawa nach der ersten Immigrationswelle gegründet hatten.
| Zensus            | 1978 | 2005 | 2010 | 2015 | 2020 |
| ----------------- | ---- | ---- | ---- | ---- | ---- |
| Buariki           | 441  | 509  | 592  | 630  | 684  |
| Baurua (Tebakota) | 121  | 329  | 213  | 224  | 256  |
| Gesamt            | 562  | 838  | 805  | 854  | 940  |

## Verkehr
Der Flugplatz Aranuka befindet sich am nördlichen Ende der Insel etwa einen Kilometer nördlich des Dorfs Buariki.